# Wellington Phoenix FC
Wellington Phoenix FC – nowozelandzki, profesjonalny klub piłkarski z siedzibą w Wellington. Założony w 2007 roku, występujący w australijskiej lidze A-League. Jest drugim zespołem z Nowej Zelandii, który występuje w australijskich rozgrywkach po New Zealand Knights FC.

## Historia

### Założenie
W trakcie sezonu 2006/2007, nowozelandzki klub New Zealand Knights FC utracił licencje na występowanie w rozgrywkach A-League w sezonie 2007/2008. Decyzja została podjęta przez Football Federation Australia (FFA) w dniu 14 grudnia 2006 roku z powodu m.in. złej sytuacji finansowej klubu. W wyniku zaistniałej sytuacji FFA przyznała 3-letnią sublicencje na udział w rozgrywkach A-League, drużynie z Nowej Zelandii. Sublicencja została przekazana do związku krajowego – New Zealand Football (NZF). Ostatecznie sublicencja dla klubu piłkarskiego z Nowej Zelandii uzyskała wsparcie finansowe od dewelopera nieruchomości Terry’ego Serepisosa i od grupy Century City Football Ltd.. W dniu 19 marca 2007 roku został założony klub piłkarski Wellington Phoenix FC.
Drugim podmiotem, którym był zainteresowanym przystąpieniem do rozgrywek A-League w sezonie 2007/2008, była grupa Tropical Football Australia (TFA). TFA zaproponowała klub z siedzibą w Townsville (stan Queensland), jednak ostatecznie FFA odrzuciła tę ofertę. Ostatecznie klub z Townsville – North Queensland Fury FC (oferta zaproponowana przez inny podmiot własnościowy) przystąpił do rozgrywek w sezonie 2009/2010.

### A-League
Wellington Phoenix zainaugurowało rozgrywki w A-League w dniu 26 sierpnia 2007 roku w domowym spotkaniu przeciwko Melbourne Victory FC. Spotkanie zakończyło się remisem 2:2. Pierwszym trenerem w historii klubu został Ricki Herbert, który prowadził klub w latach 2007–2013. Pierwszym znaczącym sukcesem w historii Wellington Phoenix był awans do finału rozgrywek Pre-Season Challenge Cup w 2008 roku. W finale drużyna z Wellington przegrała po rzutach karnych z Melbourne Victory (mecz zakończył się remisem 0:0, w karnych padł wynik 7:8). Za czasów kadencji Rickiego Herberta klub trzykrotnie wchodził do serii finałowej rozgrywek, odpowiednio w sezonach: 2009/2010, 2010/2011 i 2011/2012. Osiągając najlepszy wynik w sezonie 2009/2010. Wówczas klub dotarł do półfinału serii finałowej, w którym przegrał z Sydney FC w stosunku 2:4. Natomiast w sezonach 2010/2011 i 2011/2012, Wellington Phoenix kończyło udział w serii finałowej odpowiednio na rundzie eliminacyjnej (przegrana 0:1 z Adelaide United) i ćwierćfinale (przegrana 2:3 po dogrywce z Perth Glory FC).  
Przed sezonem 2011/2012 ówczesny właściciel klubu, Terry Serepisos miał problemy finansowe, które przyczyniły się m.in. do likwidacji jego spółki Century City Football Ltd. przez Inland Revenue Department. We wrześniu 2011 roku Wellington Phoenix został przejęty przez nowego właściciela Roba Morrisona.
Po rezygnacji trenera Rickiego Herberta w lutym 2013 roku, do końca sezonu 2012/2013 klub prowadził Chris Greenacre (były piłkarz Wellington Phoenix w latach 2009–2012). Natomiast od sezonu 2013/2014, klub prowadził Ernie Merrick. Za czasów jego kadencji klub jeden raz w sezonie 2014/2015 awansował do serii finałowej rozgrywek, którą zakończył na rundzie eliminacyjnej (porażka 0:2 z Melbourne City FC). Ernie Merrick prowadził klub do grudnia 2016 roku, natomiast do końca sezonu 2016/2017 klub poprowadził duet trenerski: Des Buckingham i Chris Greenacre. W lutym 2016 roku klub Wellington Phoenix otrzymał od FFA licencje na występowanie w A-League przez kolejne 10 lat. W sezonach 2015/2016 – 2017/2018 Wellington Phoenix za każdym razem kończył sezon zasadniczy na miejscu, które nie premiowało klubu do udziały w serii finałowej rozgrywek W sezonie 2018/2019 trenerem klubu był Mark Rudan. Za kadencji Marka Rudana klub w sezonie zasadniczum 2018/2019 zajął 6. miejsce i awansował do serii finałowej rozgrywek. W serii finałowej Wellington Phoenix wystąpił w rundzie eliminacyjnej, w której uległ drużynie Melbourne Victory (1:3). Po zakończonym sezonie Mark Rudan zakończył pracę w klubie Wellington Phoenix. W dniu 4 maja 2019 roku władze klubu ogłosiły, że na stanowisko trenera klubu został zatrudniony Australijczyk Ufuk Talay.

### Wellington Phoenix FC w poszczególnych sezonach
| Sezon     | Miejsce | M  | Z  | R  | P  | B     | Pkt | Seria finałowa     | Pre-Season Challenge Cup, FFA Cup |
| --------- | ------- | -- | -- | -- | -- | ----- | --- | ------------------ | --------------------------------- |
| 2007/2008 | 8       | 21 | 5  | 5  | 11 | 25–37 | 20  | brak awansu        | 6. miejsce                        |
| 2008/2009 | 6       | 21 | 7  | 5  | 9  | 23–31 | 26  | brak awansu        | finalista                         |
| 2009/2010 | 4       | 27 | 10 | 10 | 7  | 37–29 | 40  | półfinał           | –                                 |
| 2010/2011 | 6       | 30 | 12 | 5  | 13 | 39–41 | 41  | runda eliminacyjna | –                                 |
| 2011/2012 | 4       | 27 | 12 | 4  | 11 | 34–32 | 40  | ćwierćfinał        | –                                 |
| 2012/2013 | 10      | 27 | 7  | 6  | 14 | 31–49 | 27  | brak awansu        | –                                 |
| 2013/2014 | 9       | 27 | 7  | 7  | 13 | 36–51 | 28  | brak awansu        | –                                 |
| 2014/2015 | 4       | 27 | 14 | 4  | 9  | 45–35 | 46  | runa eliminacyjna  | 1/16 finału                       |
| 2015/2016 | 9       | 27 | 7  | 4  | 16 | 34–54 | 25  | brak awansu        | 1/8 finału                        |
| 2016/2017 | 7       | 27 | 8  | 6  | 13 | 41–46 | 30  | brak awansu        | 1/16 finału                       |
| 2017/2018 | 9       | 27 | 5  | 6  | 16 | 31–55 | 21  | brak awansu        | 1/16 finału                       |
| 2018/2019 | 6       | 27 | 11 | 7  | 9  | 46–43 | 40  | runda eliminacyjna | 1/16 finału                       |
| 2019/2020 |         |    |    |    |    |       |     |                    | 1/16 finału                       |

Źródło: www.ultimatealeague.com
Legenda:

    mistrzostwo ligi, 1. miejsce w sezonie zasadniczym lub zwycięstwo w innych rozgrywkach;

    2. miejsce w sezonie zasadniczym lub finał rozgrywek;

    3. miejsce w sezonie zasadniczym lub 3. miejsce w innych rozgrywkach.

## Rezerwy
Wellington Phoenix posiada zespół rezerw (Wellington Phoenix FC Reserves), który występuje w rozgrywkach New Zealand Football Championship (NZFC; najwyższa klasa rozgrywka w Nowej Zelandii). Rezerwy klubu zostały założone w sierpniu 2014 roku, i od sezonu 2014/2015 przystąpiły do rozgrywek NZFC. Debiut w najwyższej klasie rozgrywkowej w Nowej Zelandii nastąpił w dniu 2 listopada 2014 roku, w spotkaniu wyjazdowym przeciwko Team Wellington. Spotkanie zakończyło się porażką w stosunku 1:2. Rezerwy klubu nigdy w swojej historii nie awansowały do serii finałowej rozgrywek NZFC. Najlepszy rezultat zanotował w sezonie 2014/2015 zajmując 6. miejsce w sezonie zasadniczym.

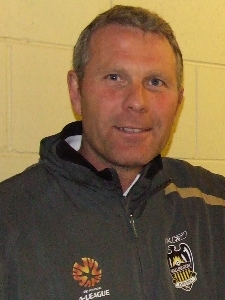
Ricki Herbert trener Wellington Phoenix w latach 2007–2013

## Sukcesy
- Finalista pucharu Pre-Season Challenge Cup (1): 2008.

## Trenerzy
| Lp. | Trenerzy                        | Lata                             |
| --- | ------------------------------- | -------------------------------- |
| 1   | Ricki Herbert                   | 19 marca 2007 – 25 lutego 2013   |
| 2   | Chris Greenacre                 | 26 lutego 2013 – 19 maja 2013    |
| 3   | Ernie Merrick                   | 20 maja 2013 – 5 grudnia 2016    |
| 4   | Des Buckingham, Chris Greenacre | 6 grudnia 2016 – 30 czerwca 2017 |
| 5   | Darije Kalezić                  | 1 lipca 2017 – 30 czerwca 2018   |
| 6   | Mark Rudan                      | 1 lipca 2018 – 3 maja 2019       |
| 7   | Ufuk Talay                      | 4 maja 2019 –                    |

## Obecny skład
Stan na 1 stycznia 2023
| Nr | Poz. | Piłkarz                                       |
| -- | ---- | --------------------------------------------- |
| 3  | OB   | Finn Surman                                   |
| 4  | OB   | Scott Wootton                                 |
| 5  | PO   | Steven Ugarkovic                              |
| 6  | OB   | Tim Payne                                     |
| 7  | NA   | Kosta Barbarouses                             |
| 8  | PO   | Ben Old                                       |
| 9  | NA   | Oskar Zawada                                  |
| 10 | NA   | David Ball                                    |
| 11 | PO   | Bozhidar Kraev                                |
| 12 | OB   | Lucas Mauragis (wypożyczony z Newcastle Jets) |

| Nr | Poz. | Piłkarz                   |
| -- | ---- | ------------------------- |
| 13 | PO   | Nicholas Pennington       |
| 14 | PO   | Alex Rufer (kapitan)      |
| 17 | OB   | Callan Elliot             |
| 19 | OB   | Sam Sutton                |
| 20 | BR   | Oliver Sail (wicekapitan) |
| 21 | OB   | Joshua Laws               |
| 23 | PO   | Clayton Lewis             |
| 24 | NA   | Oskar van Hattum          |
| 31 | PO   | Yan Sasse                 |
| 40 | BR   | Alex Paulsen              |

## Stadion

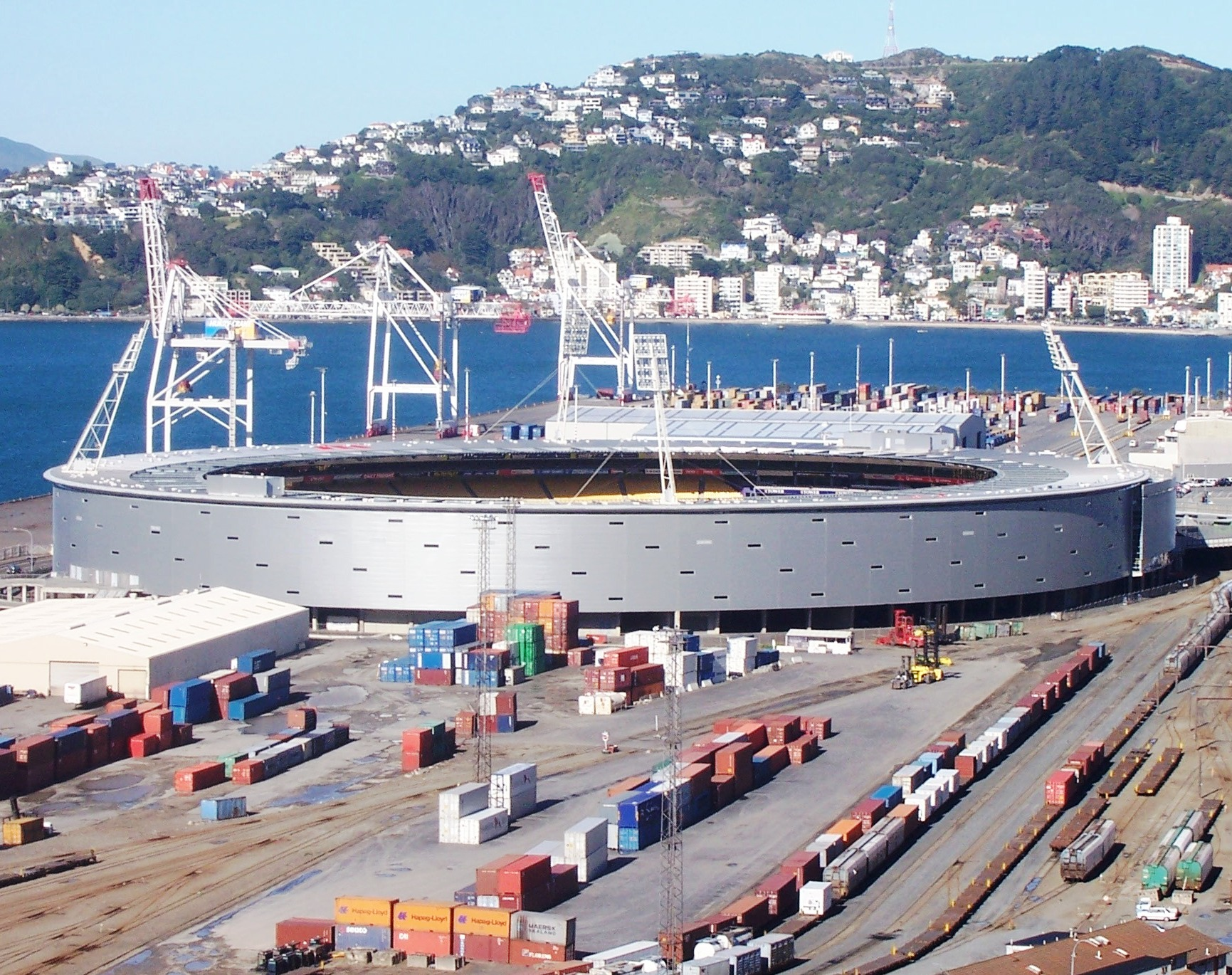
Westpac Stadium

Wellington Phoenix od czasu przystąpienie do rozgrywek A-League w sezonie 2007/2008 rozgrywa swoje mecze domowe na obiekcie Westpac Stadium (również Wellington Regional Stadium) o pojemności 34 500 widzów. Stadion został oddany do użytku w 1999 roku i położony jest nad wodami portu morskiego Wellington, w pobliżu CBD. Dodatkowo stadion położony jest w pobliżu stacji kolejowej oraz w jego sąsiedztwie znajduje się dworzec autobusowy, które obsługują kibiców w dniu rozgrywania spotkań. Ponadto parking, położony przy stadionie posiada 850 miejsc parkingowych dla samochodów osobowych oraz 50 dla autobusów.
Kibice Wellington Phoenix określają stadion Westpac Stadium mianem Ring of Fire (pol. Ognisty Pierścień).
Wellington Phoenix sporadycznie swoje mecze domowe rozgrywał również na innych obiektach sportowych w Nowej Zelandii. Dotychczas w roli gospodarza wystąpił na jedenastu innych obiektach:
- Arena Manawatu w Palmerston North (Wyspa Północna);
- Eden Park w Auckland (Wyspa Północna);
- Forsyth Barr Stadium w Dunedin (Wyspa Południowa);
- Hutt Recreation Reserve w Lower Hutt (Wyspa Północna);
- Lancaster Park w Christchurch (Wyspa Południowa);
- McLean Park w Napier (Wyspa Północna);
- Mount Smart Stadium w Auckland;
- North Harbour Stadium  w Auckland;
- Rugby League Park w Christchurch;
- Waikato Stadium w Hamilton (Wyspa Północna);
- Yarrow Stadium w New Plymouth (Wyspa Północna).

Ponadto Wellington Phoenix jedno spotkanie w roli gospodarze rozegrali również w Australii na stadionie Campbelltown Stadium w Sydney (Nowa Południowa Walia).

## Kibice i rywalizacje
Główna grupa kibiców drużyny Wellington Phoenix skupiona jest wokół grupy Yellow Fever (pol. Żółta Gorączka). Grupa została założona w 2007 roku przez Mike Greene. Kibice zrzeszeni wokół grupy Yellow Fever prowadzą własną stronę internetową (YellowFever.co.nz), na której umieszczane są informacje dotyczące zarówno samego klubu, jak i piłki nożnej w Nowej Zelandii.

### The Distance Derby
The Distance Derby określenie spotkań rozgrywanych pomiędzy Wellington Phoenix FC i Perth Glory FC. Określenie spotkań pomiędzy oboma zespołami wywodzi się z dystansu, który dzieli miasta Wellington oraz Perth i wynosi 5 255 km. Do pierwszego spotkania między obiema drużynami doszło 30 września 2007 roku, które zakończyło się zwycięstwem Wellington Phoenix w stosunku 4:1. W sezonie 2015/2016 obie drużyny zmierzył się w rywalizacji o puchar Long Distance Derby Cup, na który złożyły się trzy mecze sezonu zasadniczego. Puchar zdobyła drużyna Perth Glory, która zanotowała lepszy bilans przeciwko drużynie Wellington Phoenix. Wellington Phoenix wygrał jeden mecz (2:1) oraz odniósł dwie porażki (0:1 i 1:2).

#### Bilans pojedynków Wellington Phoenix FC – Perth Glory FC
| Rozgrywki | M  | Z  | R | P  | B+ | B– | +/– |
| --------- | -- | -- | - | -- | -- | -- | --- |
| A-League  | 38 | 13 | 8 | 17 | 49 | 54 | -5  |
| Ogółem    | 38 | 13 | 8 | 17 | 49 | 54 | -5  |

Stan na 9 maja 2019 roku.

## Rekordy
Stan na 9 maja 2019 roku.
Najwyższa wygrana:
- Wellington Phoenix FC 6:0 Gold Coast United FC (25 października 2009);
- Central Coast Mariners FC 2:8 Wellington Phoenix FC (9 marca 2019).

Najwyższa porażka:
- Sydney FC 7:1 Wellington Phoenix FC (19 stycznia 2013).

Najwięcej zwycięstw z rzędu:
- 4 spotkania (od 15 stycznia do 3 lutego 2012[54], od 21 grudnia 2014 do 4 stycznia 2015[55] i od 1 marca do 22 marca 2015[55]).

Najwięcej porażek z rzędu:
- 9 spotkań (od 20 marca do 31 października 2016).

Najdłuższa seria bez przegranego meczu:
- 9 spotkań (od 2 grudnia 2018 do 20 stycznia 2019).

Najdłuższa seria bez wygranego meczu:
- 11 spotkań (od 31 marca do 19 grudnia 2013).